# Supershow (сингл)
«Supershow» — сплит-сингл шведской панк-группы Backyard Babies и финской группы The 69 Eyes, в то время игравшей гаражный рок. Сингл был выпущен на финском независимом лейбле Rubber Rabbit Rock'N'Roll Records, специализировавшемся в основном на гаражном роке. Сингл посвящён семидесятилетнему юбилею Чака Берри. Авторами оформления сингла являются Дреген и Нике Андерссон, с которым Дреген в это время играл в The Hellacopters.
На сторону «А» была помещена кавер-версия песни «Mommy’s Little Monster» американской панк-группы Social Distortion, записанная Backyard Babies во время рекорд-сессий к своему дебютному альбому 1994 года Diesel and Power. На момент выпуска сингла Backyard Babies находились в отпуске на неопределённый срок, в связи с уходом Дрегена в The Hellacopters. «Mommy’s Little Monster» вошла в бокс-сет 2009 года Them XX, содержащий различные раритетные записи группы.
На обратную сторону была помещена песня The 69 Eyes «One-Shot Woman», записанная ими во время рекорд-сессий к альбому 1995 года Savage Garden. В дальнейшем, песня была включена в качестве бонус-трека в переиздание Savage Garden, а также в переиздание компиляции Motor City Resurrection, содержащей ранние синглы группы.

## Список композиций
| №                   | Название                                                  | Автор(ы)                        | Исполнитель         | Длительность |
| ------------------- | --------------------------------------------------------- | ------------------------------- | ------------------- | ------------ |
| 1.                  | «Mommy’s Little Monster» (кавер-версия Social Distortion) | Майк Несс, Деннис Дэннелл       | Backyard Babies     | 3:45         |
| 2.                  | «One-Shot Woman»                                          | Бейзи, Джей Дарлин, The 69 Eyes | The 69 Eyes         | 3:17         |
| Общая длительность: | Общая длительность:                                       | Общая длительность:             | Общая длительность: | 7:02         |

## В записи участвовали
Backyard Babies
- Нике Борг — вокал, ритм-гитара
- Дреген — лид-гитара, бэк-вокал
- Йохан Блумквист — бас-гитара
- Педер Карлссон — барабаны

The 69 Eyes
- Юрки-Бой — вокал
- Бейзи — гитара
- Тимо-Тимо — гитара
- Арчи — бас-гитара
- Юсси — барабаны